# Bernardo Arévalo
César Bernardo Arévalo de León (AFI: [beɾˈnaɾ.ðo aˈɾe.βa.lo]; Montevideo, 7 ottobre 1958) è un politico e diplomatico guatemalteco, Presidente del Guatemala dal 14 gennaio 2024.

## Biografia

### Nascita e formazione
Bernardo Arévalo è nato il 7 ottobre 1954 a Montevideo, capitale dell'Uruguay; suo padre era Juan José Arévalo, Presidente del Guatemala dal 1945 al 1951, in esilio nel Paese sudamericano dopo il colpo di Stato del 1954, mentre sua madre era Margarita de León, seconda moglie del presidente guatemalteco.
All'età di due anni, Bernardo lasciò con la famiglia l'Uruguay e visse parte della sua infanzia tra Messico, Venezuela e Cile; nel 1973, a 15 anni, mise per la prima volta piede in patria, per frequentare il Liceo Guatemala, una scuola privata cattolica di Città del Guatemala, capitale del Paese. Successivamente, Bernardo Arévalo ha frequentato l'Università Ebraica di Gerusalemme, dove ottenne una laurea in sociologia, per poi completare la sua formazione con un dottorato in filosofia e antropologia sociale all'Università di Utrecht, nel Paesi Bassi.

### Carriera diplomatica
Terminati gli studi, Arévalo iniziò, dal 1980, la carriera diplomatica presso il Ministero degli Esteri guatemalteco; tra il 1984 e il 1986 è stato primo segretario e console presso l'ambasciata del Guatemala in Israele, mentre dal 1987 al 1988 ha ricoperto la carica di ministro consigliere. Tornato in Guatemala, fu nominato vicedirettore degli studi strategici e della pianificazione all'interno del Ministero degli Affari Esteri, continuando a essere direttore della politica estera bilaterale dal 1990 al 1991, delle relazioni bilaterali internazionali dal 1992 al 1993 e delle relazioni economiche e multilaterali internazionali dal 1993 al 1994. 
Nel 1994 il presidente guatemalteco Ramiro de León Carpio lo ha nominato viceministro degli Esteri, carica che mantenne per un anno; durante questo periodo, Arévalo è stato decorato con la medaglia dell'Ordine dell'Aquila azteca dal presidente messicano Ernesto Zedillo. Nel 1995 venne nominato ambasciatore a Madrid, dove rimase fino al 1996, quando si dimise da ogni incarico diplomatico e politico.

### Carriera professionale
Lasciati gli incarichi pubblici, Arévalo è divenuto membro del consiglio di amministrazione del Centro di ricerca regionale mesoamericano, di cui divenne anche presidente. Dal 1999 ha ricoperto vari ruoli presso Interpeace, tra cui consulenza sulla costruzione della pace e sulla risoluzione dei conflitti in Africa, Asia e America Latina.
Inoltre, Arévalo ha anche lavorato come consulente per organizzazioni quali le Nazioni Unite, l'Istituto per la pace degli Stati Uniti e l'Università di San Diego. Ha anche scritto libri e articoli su vari argomenti, tra cui storia, politica, sociologia e diplomazia. 

### Carriera politica
Nel 2015 Bernardo Arévalo partecipò alle proteste di piazza in Guatemala che chiedevano le dimissioni del presidente Otto Pérez Molina; due anni dopo, fu tra i co-fondatori del Movimento Semilla, una formazione politica fondata da intellettuali e giovani professionisti politicamente schierato su posizioni di centro-sinistra. Il partito lo ha indicato come candidato alle elezioni presidenziali del 2019, ma Arévalo ha alla fine rinunciato, optando per un seggio parlamentare al Congresso del Guatemala, al quale sarà eletto, mentre alla candidata di Semilla, Thelma Aldana, sarà impedito di correre alle elezioni dalla Corte Costituzionale per presunte irregolarità.
Durante il suo mandato politico, iniziato il 14 gennaio 2020, Arévalo è stato membro di varie commissioni, come quella degli Esteri, dei diritti umani, della sicurezza nazionale e della difesa nazionale; ha anche guidato il blocco parlamentare messo in atto da Semilla tra il 2020 e il 2022 contro le politiche del presidente Alejandro Giammattei.

### Campagna presidenziale del 2023
Il 23 gennaio 2023 Bernardo Arévalo ha annunciato la sua candidatura alle elezioni presidenziali di quell'anno come candidato di Semilla, scegliendo Karin Herrera come candidata vice-presidente. Ha concentrato tutta la sua campagna elettorale nella lotta contro la corruzione dilagante nel Paese, chiedendo l'arresto della procuratrice generale Consuelo Porras e promettendo di riportare in patria i 35 avvocati, giudici e procuratori andati in esilio volontario durante la presidenza di Giammattei, accusato di voler indebolire l'indipendenza della magistratura. 
Sua principale avversaria è stata Sandra Torres, moglie dell'ex-presidente guatemalteco Álvaro Colom (2008-2012), leader del partito Unità Nazionale della Speranza (UNE), che in campagna elettorale ha promesso programmi di assistenza sociale e vari sussidi per i poveri; suo punto debole, tuttavia, è stato quello di aver cercato e ottenuto il sostegno della destra e degli evangelici, oltre che del contestatissimo presidente uscente Giammattei. 
A sorpresa, durante il primo turno svoltosi il 25 giugno, Arévalo ha ottenuto il 16% dei voti, contro il 12% della Torres; la sua inaspettata vittoria 
ha destato preoccupazione tra le élite economiche e politiche del Paese: il 12 luglio un giudice ha ordinato la sospensione del suo partito Semilla per presunte irregolarità nella sua formazione nel 2017. La Corte costituzionale ha sospeso questa decisione, che è stata ribaltata il 18 agosto, permettendo il proseguimento del ballottaggio. Il giorno prima, il procuratore Rafael Curruchiche, sanzionato da Washington per "corruzione", aveva annunciato il possibile arresto di dirigenti del partito di Arévalo. 
Al ballottaggio, avvenuto il 20 agosto 2023, Arévalo ha vinto con il 59,5% dei consensi, pari a 2,3 milioni di voti, mentre Torres si è fermata al 35,8% dei suffragi (1,4 milioni di voti). Il presidente eletto del Guatemala ha assicurato che saranno "garantiti i diritti di cittadinanza" dei suoi oppositori. 
Ciò però non ha fatto diminuire le tensioni politiche del Paese: a cinque mesi dal suo insediamento, Arévalo ha accusato, tra gli altri, la procuratrice generale Consuelo Porras e la giunta direttiva del Congresso, presieduta dal partito ufficiale, di star organizzando un golpe per tentare di impedirne l'insediamento, previsto per il 14 gennaio 2024. Tutti i Paesi dell'Organizzazione degli Stati americani (Osa) hanno nel frattempo approvato all'unanimità una dichiarazione critica nei confronti della giustizia guatemalteca, accusandola di voler "intimidire" Arévalo. 
In effetti, nei mesi precedenti l'insediamento, un procuratore ha cercato di arrestare quattro giudici del Tribunale elettorale che aveva certificato la vittoria di Arévalo (e che sono scappati all’estero per evitare la galera), mentre Arévalo ha perfino subìto minacce di omicidio. Nelle settimane precedenti l'insediamento, un procuratore ha emesso un ordine di arresto per Karin Herrera, la vicepresidente eletta: se fosse stata arrestata, Arévalo non avrebbe potuto giurare come presidente, perché il protocollo prevede che alla cerimonia siano presenti sia il Presidente che il vicepresidente. La Corte Suprema del paese, all’ultimo, ne ha impedito l’arresto. 
A impedire che l'elezione venisse annullata per vie giudiziarie è stata soprattutto l'intensa mobilitazione dei cittadini, in particolare la componente indigena, rappresentante oltre il 40 per cento della popolazione. Per oltre cento giorni, migliaia di persone si sono acquartierate in strada, in presidio permanente, mentre anche la comunità internazionale, in particolare gli Stati Uniti d'America e l'Unione Europea, hanno criticato il governo uscente di Giammettei e imposto sanzioni a quanti hanno cercato di ostacolare la transizione.

### Presidente del Guatemala
Bernardo Arévalo si è insediato ufficialmente come Presidente del Guatemala domenica 14 gennaio 2024, malgrado gli ostacoli frapposti dall'èlite politica ed economica guatemalteca. Infatti, l’insediamento di Arévalo è stato ritardato di più di nove ore, a causa delle manovre ostruzionistiche portate avanti in Parlamento da deputati di destra alleati del presidente uscente Alejandro Giammattei. I parlamentari hanno cercato di togliergli l'immunità parlamentare e hanno infilato una serie di pretesti pur di impedire al presidente eletto di assumere la carica. 
Il ritardo delle procedure ha spinto i leader internazionali presenti, tra cui il presidente cileno Gabriel Boric, quello colombiano Gustavo Petro e il capo della diplomazia dell’Unione Europea, Josep Borrell, a rilasciare una dichiarazione per chiedere il rispetto della costituzione del Paese. Alla fine, dopo enormi proteste da parte dei suoi sostenitori, Bernardo Arévalo è riuscito a giurare come presidente dopo la mezzanotte, nel corso di una cerimonia al Teatro Nazionale di Città del Guatemala, nelle mani del Presidente del Congresso guatemalteco, il trentunenne Samuel Perez, esponente del partito Semilla. Il lungo ritardo ha fatto sì che alcuni ospiti internazionali se ne andassero prima del giuramento, come il re di Spagna, Filippo VI, che ha lasciato il teatro dopo le 22:30, e il presidente cileno Boric, che si è scusato dicendo di dover ritornare nel suo Paese.
“Non permetteremo più che le istituzioni si pieghino alla corruzione e all’impunità”, ha affermato il neopresidente nel suo discorso d’insediamento, che ha accusato gli oppositori di voler dare una svolta autoritaria nel paese, evitata anche grazie al sostegno della comunità internazionale. Oltre a ciò, ha sottolineato: "Oggi, come nazione, stiamo facendo la storia. Per rispondere a questa chiamata abbiamo un piano. Non può esserci democrazia senza giustizia sociale e la giustizia sociale non può prevalere senza democrazia". 
Contemporaneamente, due giorni dopo, i capi indigeni hanno tenuto una cerimonia tradizionale Maya per celebrare l'insediamento del nuovo presidente, la quale si è svolta nel sito archeologico di Kaminaljuyu, nella capitale guatemalteca, e Arévalo è stato onorato con una ghirlanda di fiori freschi. Secondo la leader indigena Alida Vicente, la cerimonia ha lo scopo di "chiedere che questa nuova fase che sta iniziando in Guatemala sia di beneficio collettivo".
"È nostra responsabilità condurre in armonia, in pace e a beneficio di tutti, senza dimenticare, senza discriminazione e senza emarginazione", ha detto Arévalo durante l'evento.
Il governo di Arévalo è il primo della storia del Guatemala con lo stesso numero di uomini e donne (14 in totale), anche se il nuovo presidente è stato molto criticato per aver incluso soltanto una persona indigena. Tra le sue priorità, oltre alla lotta alla corruzione, ci sono la sanità, l’istruzione, l'ambiente e lo sviluppo, settori per i quali Arévalo ha promesso grossi investimenti. La strada inizia in salita, in quanto, a dicembre, il Congresso guatemalteco ha approvato una legge finanziaria che taglia drasticamente i fondi a disposizione della presidenza, rischiando di mettere in difficoltà fin da subito il nuovo esecutivo. 
Fin dall'inizio del mandato, il presidente guatemalteco si è scontrato con la controversa Procura generale del Paese, invitando più volte la procuratrice Consuelo Porras a dimettersi, ma senza esito. In maggio Arévalo ha presentato un progetto di legge anti-corruzione, che permetterebbe la rimozione di magistrati compromessi o corrotti, come la suddetta magistrata, ma attualmente la proposta è bloccata in Parlamento. Per tutta risposta, il 21 agosto il procuratore Curruchiche ha richiesto alla Corte Suprema guatemalteca di revocare l'immunità presidenziale di Arévalo, accusato a sua volta di aver autorizzato l'ex-ministra delle Comunicazione, Jazmin de la Vega, di versare tangenti ad aziende edili coinvolti in presunti casi di corruzione: accuse che il presidente ha definito "assurde". 
Maggior successo sta avendo la lotta contro gli esponenti dei vari regimi dittatoriali guatemaltechi rimasti ancora in vita, uno dei punti centrali del programma del presidente: l'8 novembre, infatti, l’ufficio del pubblico ministero di Città del Guatemala ha emesso una sentenza di condanna a 30 anni di galera e 2800 giorni di reclusione per sequestro forzato di persona contro Benedicto Lucas García, ex esponente del regime militare degli anni Ottanta guidato dal fratello Romeo Lucas García. Il militare, che oggigiorno ha 92 anni, è accusato di genocidio verso le popolazioni indigene, compresi bambini, anziani e donne in stato di gravidanza.

## Posizioni politiche
Bernardo Arévalo definisce sé stesso un socialdemocratico, rifacendosi all'eredità politica del padre: è a favore di un sistema repubblicano e crede in uno Stato garante della giustizia sociale e della proprietà privata, esprimendosi favorevolmente ad un nuovo patto fiscale e al rafforzamento della sicurezza sociale.

## Vita privata
Arévalo si è sposato tre volte: nel 1983 con la cittadina argentina Teresa Lapìn Ganman, dalla quale ha divorziato nel 1992; l'anno successivo è convolato a nozze con Eva Rivara Figueroa, una diplomatica guatemalteca dalla quale ha avuto due figlie, mentre dal 2011 è sposato con il medico guatemalteca Lucrecia Peinado. Ha sei figli in totale.